# Gérompont
Gérompont (en wallon Djerompont) est une section de la commune belge de Ramillies située en Région wallonne dans la province du Brabant wallon.
C'était une commune à part entière avant la fusion des communes de 1977.

## Histoire
Du 17 juillet 1970 au 1er janvier 1977, Gérompont était une commune résultant de la fusion des anciennes communes de Bomal, Geest-Gérompont-Petit-Rosière et Mont-Saint-André.

## Vie associative

### Jumelage
- Plourhan (France) depuis 1974 ;